# Skogstrollet Rölli
Skogstrollet Rölli är en sagofigur skapad och spelad av skådespelaren Allan "Allu" Tuppurainen. 2006 valdes Rölli till Finlands populäraste sagofigur i Satusuomalainen-omröstningen som anordnades av Yleisradio.

## Ursprung
Allu Tuppurainen skapade ursprungligen Röll på radio 1985 som en karaktär i berättelser och barnsånger. Låtarna släpptes på C-kassetter, LP-skivor och senare även på CD-skivor. Utifrån låtarna utvecklades tv-serien Rölli, som sändes 1986 i Lilla tvåan. Sen dess har Rölli även medverkat i fem filmer.
Tuppurainen meddelade 2002 att han skulle sluta spela Rölli, men han återvände senare till rollen i ytterligare två spelfilmer och som röst i en animerad film.
Den multifunktionella nöjesparken PowerPark i Alahärmä har fått namnet Röllikylä (Röllibyn). Nöjesparken, som är baserad på filmen Röllis hjärta, öppnades den 1 juni 2009. Byn ritades av av Janne Kopu.

## Utseende och karaktär
Tuppurainen har sagt att Röllis karaktär från början var en kombination av en trotsig liten pojke och en grinig gubbe, och att kanterna senare blivit rundare. Enligt Tuppurainen är Rölli inget troll, utan tillhör arten rölli. Att kalla honom för ett troll är en vanlig missuppfattning, Rölli är egentligen en trolliknande figur som bor ensam i en liten trästuga mitt i Rölliskogen. Rölli har trasiga kläder och ett rörigt hår och bara en stor tand i munnen.
Rölli tillbringar dagarna med att fundera över världens konstigheter och användningen av "människornas antaganden". Rölli anstränger sig hårt för att framstå som stygg och ondskefull, men det lyckas inte riktigt: Rölli är med sina egna ord fruktansvärd och skrämmande för barn, men i verkligheten är han blyg, snäll och godhjärtad. Ibland gör Rölli sig skyldig till hyss och tanklöshet, men det beror på entusiasm snarare än ondska.

## Musikalbum
| År   | Album                                                  |
| ---- | ------------------------------------------------------ |
| 1985 | Tässä tulee Rölli - Rölli seikkailee 1                 |
| 1985 | Röllimetsän syksyn sävel - Rölli seikkailee 2          |
| 1986 | Röllin laulut 1                                        |
| 1986 | Rölli ja kaverit - Rölli seikkailee 3                  |
| 1987 | Rölli ja omituisten otusten kerho - Rölli seikkailee 4 |
| 1987 | Röllin laulut 2                                        |
| 1988 | Rölli ja Usvametsän neito - Rölli seikkailee 5         |
| 1990 | Rölli onnea etsimässä - Rölli seikkailee 6             |
| 1991 | Rölli – hirmuisia kertomuksia -elokuvan soundtrack     |
| 1992 | Rölli ja vajonnut kaupunki - Rölli seikkailee 7        |
| 1993 | Röllin laulut 3                                        |
| 1995 | Röllin suosituimmat laulut                             |
| 2000 | Röllin parhaat laulut                                  |
| 2001 | 40 kaikkien aikojen Rölli-laulua                       |
| 2001 | Musiikkia elokuvasta Rölli ja metsänhenki              |
| 2002 | Hirmuinen Rölli seikkailee                             |
| 2007 | Röllin sydän                                           |
| 2013 | Rölli ja kultainen avain                               |
| 2016 | Rölli ja kaikkien aikojen salaisuus                    |

## TV-serier och filmer
De första 10 avsnitten av TV-serien Skogstrollet Rölli producerades av Björneborgs Teater och alla andra avsnitt av Vasa stadsteater. Serien har visats flera gånger i Yle TV2:s program Lillan tvåan. Rölli kan anses vara en av Lilla tvåans mest kända karaktärer. Dessutom har det gjorts fem filmer om Rölli. Röllis hjärta är en animerad film medan resten är långfilmer. Allu Tuppurainen har spelat rollen som Rölli i alla filmer.
| År   | Svensk titel                            | Finsk originaltitel                 |
| ---- | --------------------------------------- | ----------------------------------- |
| 1991 | Skogstrollet Rölli – hiskliga historier | Rölli – hirmuisia kertomuksia       |
| 2001 | Rölli och skogsanden                    | Rölli ja metsänhenki                |
| 2007 | Röllis hjärta                           | Röllin sydän                        |
| 2013 | Rölli och den gyllene nyckeln           | Rölli ja kultainen avain            |
| 2016 | Rölli och alla tiders hemlighet         | Rölli ja kaikkien aikojen salaisuus |